# نعناع ياباني
نعناع ياباني (الاسم العلمي:Mentha japonica) هو نوع من النباتات يتبع جنس النعناع من الفصيلة الشفوية.